# Humanistisches Gymnasium Kyrill und Method Plowdiw
Das Humanistische Gymnasium Kyrill und Method (bulgarisch Хуманитарна гимназия „Св. св. Кирил и Методий“ Nationalna humanitarna gimnasija Sw. Sw. Kiril in Medotij) ist das älteste Gymnasium und die älteste Schule im bulgarischen Plowdiw. Das heutige Gymnasium wurde 1850 als Kirchenschule der bulgarischen Kirchengemeinde in Plowdiw, damals Teil des Osmanischen Reichs, gegründet. Namensgeber waren die Slawenapostel Kyrill und Method. Es ist eine der ältesten bulgarischen Schulen und war neben dem Aprilow-Gymnasium, dem Bolgrader Gymnasium, dem Männergymnasium von Adrianopel sowie dem Männergymnasium von Thessaloniki eine der wichtigsten bulgarischen Bildungsinstitutionen während der Zeit der Bulgarischen Aufklärung.

## Geschichte
Die Schule wurde 1850 von der bulgarischen Gemeinde im damals osmanischen Plowdiw (osmanisch Filibe, Dt. veraltet auch Philipopel) als Diözesenschule (aus dem Bulgarischen епархийско училище/Eparchie-Schule) der bulgarischen Kirchengemeinde gegründet. Die Kirchengemeinde und somit die Schule unterstanden zu dieser Zeit, als Teil des orthodoxen Millet, dem griechisch dominierten Ökumenischen Patriarchat von Konstantinopel unterstellt.
Zu dieser Zeit wuchs die bulgarische Bevölkerung in Plowdiw stetig und sie entwickelte sich als größte und wirtschaftlich wichtigste Stadt Thrakiens zu einem Symbol des Kampfes der Bulgaren gegen die Phanarioten und den griechischen Nationalismus.
Finanzieren sollte sich die Schule durch Zinsen der ein Jahr zuvor gesammelten Mittel sowie von Spenden der bulgarischen Kaufleute in Thrakien. Das erste Gebäude für die Schule wurde vom Kaufmann aus Kopriwschtiza und osmanischen Würdenträger Stojan Tschalakow noch vor seinem Tod im Jahr der Schulgründung gestiftet. Tschalakow setzte sich auch bei seinem Mitbürger und Aufklärer Najden Gerow, Absolvent des Lycée Richelieu, ein und dieser wurde Lehrer und Erster Schuldirektor.
Der Unterricht in der Schule begann im Oktober 1850 mit nur sieben Schülern. Deren Anzahl wuchs jedoch im Laufe des Schuljahres und erreichte die Zahl von 70, hauptsächlich Knaben aus verschiedenen Teilen des Osmanischen Reiches. Bei der Gestaltung des Schulunterrichts, griff Gerow, obwohl die Schule an der Kirche angesiedelt war, auf das weitgehend seküläre russischen Gymnasialprogramm zurück. Dies ist auch der Grund wieso sie Klassen-Eparchie-Schule Kyrill und Method genannt wurde. Unterrichtet wurde zunächst bulgarische Sprache und Geschichte, Türkisch, Griechisch, das Gesetz Gottes (Religion) und Mathematik. Später kamen noch Physik, Naturgeschichte und Handel dazu.
Als Schulleiter und Publizist bekämpfte Gerow beinahe alltäglich die Assimilation der Bulgaren in die griechische Kultur, den Druck des örtlichen, griechischen Bischofs, die panhellenische Bildung an der griechischen Schule, die ebenfalls von Bulgaren besucht wurde sowie die alteingesessenen Phanarioten in den Zünften. Am 24. Mai 1851 fand in diesem Zusammenhang und auf Gerows Initiative in der Schule die erste Feier zu Ehren der Schulpatrone, der Slawenapostel und Gelehrten Kyrill und Method statt. Damit ist die Schule eine der ersten der Welt, die die heutigen Patrone Europas durch eine Feier würdigte. Heute ist der 24. Mai Nationalfeiertag in Bulgarien und Nordmazedonien.
Nach dem Beginn des Krimkrieges (1853–1856) musste Najden Gerow, der russischer Staatsbürger war, das Land verlassen. Sein Platz an der Schule wurde zunächst von seinem Bruder Konstantin Gerow und ab 1856 von Joakim Gruew, einem Schüler von Najden eingenommen. Ab 1860 wurde Englisch, Musik und Gymnastik durch den amerikanischen Missionär John Clark unterrichtet.
Am 15. März 1868 wurde die Klassenschule mit einem Ferman des Sultans Abdülaziz zum Gymnasium erhoben. Damit wurde sie die höchste Bildungsstätte für Bulgaren innerhalb des Osmanischen Reiches, noch vor dem Gabrower Aprilow-Gymnasium. Die Schule wurde zum Realgymnasium und unterrichtet wurden neben bulgarischer Geschichte, Religion, Algebra und Geometrie auch Physik, europäische Geschichte, Chemie und Malerei. Neben Bulgarisch wurden noch die Sprachen Russisch, Latein, Griechisch und Französisch nach der Ollendorff-Methode gelehrt. In kürzester Zeit gelang es der Schule, zu einer der modernsten Schulen innerhalb des Osmanischen Reiches zu werden, und sie legte den Grundstein für das moderne bulgarische Schulwesen, das in dieser Zeit noch meist über Klosterschulen verfügte, die nach der Lancaster-Schulmethode unterrichteten (siehe Einführung der Lancasterschule in Bulgarien). Durch das Gymnasium wurde Plowdiw eines der Zentren der Bulgarischen Aufklärung.

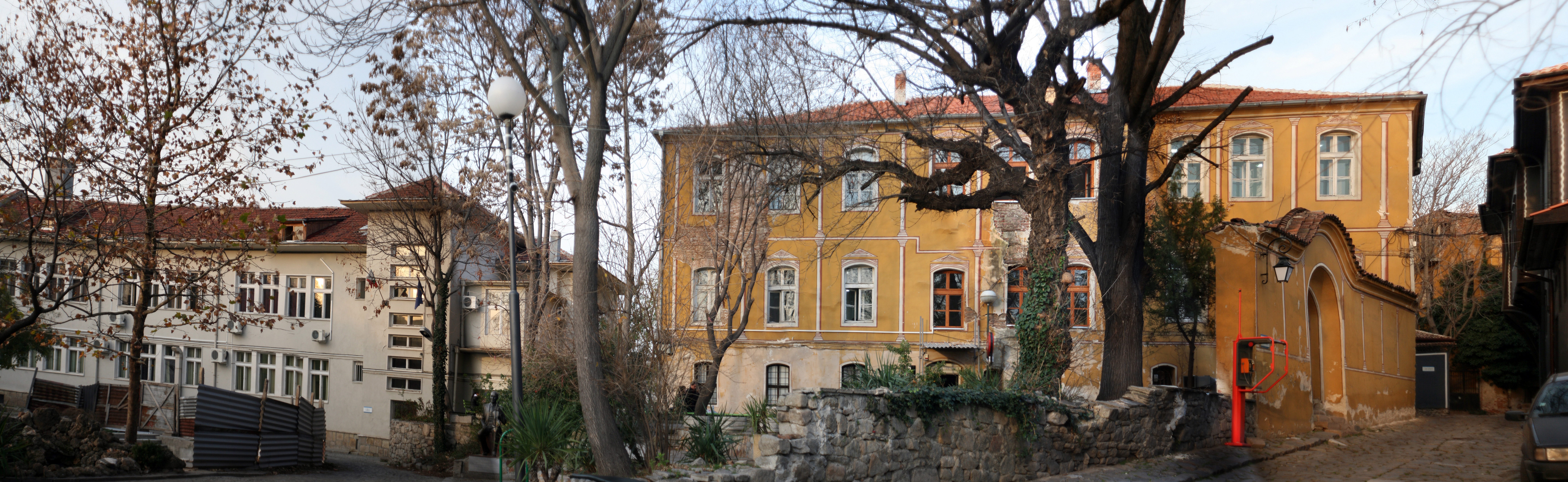
Die Gelbe Schule (rechts) und das Hauptgebäude der Akademie für Kunst, Tanz und Bildende Kunst (links), 2009

Im selben Jahr, 1868 bezog die Schule ihr neues Gebäude in der Altstadt von Plowdiw. Das Gebäude, welches wegen seiner gelben Fassade noch heute als Gelbe Schule bekannt ist und in dem heute die Fakultät für Folkloremusik und Choreographie der Akademie für Musik, Tanz und Bildende Kunst beherbergt wird, befindet sich neben dem römischen Theater und der Mariä-Himmelfahrt-Kirche. Zwei Jahre später, 1870 wurden durch den Art. 10 des Sultansfermans zur Wiedererrichtung der bulgarischen orthodoxen Kirche die Schule und die Kirchengemeinde dem neubegründeten Bulgarischen Exarchats unterstellt und Teil des bulgarischen Millets (Eksarhhâne-i Millet i Bulgar).
Mehr als die Hälfte der Schüller waren Anführer oder spielten eine wichtige Rolle bei der Vorbereitung und Durchführung des Aprilaufstandes von 1876 in Thrakien, der von der Osmanischen Obrigkeit niedergeschlagen wurde.
Nach dem Russisch-Osmanischen Krieg (1877–1878) und den Berliner Vertrag wurde 1878 das Fürstentum Bulgarien und die autonomen Provinz Ostrumelien innerhalb des Osmanischen Reiches geschaffen. Plowdiw als bevölkerungsreichster Ort wurde zur Hauptstadt der Provinz und zog Bulgaren aus den osmanischen Gebieten in Thrakien und Makedonien und eine Großzahl von Ausländer an. Einige wie Jan Mrkvička, Antonín Šourek oder die Brüder Škorpil (Karel und Harmann) wirkten als Lehrer am Gymnasium. Ab 1884 bot das Gymnasium ein Kurs in Stenographie durch Anton Bezenšek an.
Im ersten Nachkriegsschuljahr waren noch 143 Schüler am Gymnasium eingeschrieben, für das Schuljahr 1879–1880 stieg deren Anzahl jedoch auf ca. 600. Da das Schulgebäude für den Andrang der Schüller schnell zu klein wurde, entschied sich die Provinzverwaltung für einen Neubau. Für den Bau wurden 800.000 Groschen gebilligt und die Ausführung, dem osmanisch-italienischen Architekten Petro Montani anvertraut, dem obersten Architekten Ostrumeliens.
Schüler und Lehrer des Männergymnasium nahmen in dieser Zeit des Umbruchs aktiv am politischen Leben der Stadt und an den Kämpfen um die Vereinigung Bulgariens teil. Einige wie Sachari Stojanow, Dimitar Rizoff, Andrei Ljaptschew, Gjortsche Petrow waren Mitglieder in Organisationen wie Einheitskomitee (aus dem Bulg. Единство) oder BGRZK (aus der die spätere IMORO hervorging). Am 2. Septemberjul. / 14. September 1885greg. versammelten sich die Schüler Todor Chadschikirilow, Sabko Milkow und Andon Oreschkow in Panagjurischte, riefen die Vereinigung, ohne Abstimmung mit der BGRZK, aus und die Bevölkerung dort zu den Waffen. Die spontane Versammlung, die in kürzesten Zeit zu einer Gruppe von 40 bewaffneten Männer heranwuchs, wurde jedoch schnell durch die ostrumelische Gandarmerie aufgelöst, entwaffnet und die drei Schüler verhaftet. Sie kamen dennoch frei, als am 6. Septemberjul. / 18. September 1885greg. der von der BGZRK organisierte und von der Bevölkerung mitgetragenen Putsch der Milizoffiziere vollzogen und der Zusammenschluss offiziell proklamiert wurde.
Am 20. Oktober 1885, etwas mehr als ein Monat nach der Vereinigung Bulgariens mit Ostrumelien, wurde das neue Schulgebäude am Ufer der Mariza vom bulgarischen Monarchen Alexander I. Battenberg von Bulgarien eröffnet. Ihm zu Ehren wurde die Schule in Erstes Männergymnasium Alexsander I. umbenannt. In diesem Gebäude befindet sich die Schule noch heute. In der nachfolgenden Zeit gehörten die Schüler zur politischen und kulturellen Elite des Modernen Bulgarien, darunter Ministerpräsidenten, Politiker, Schriftsteller, Musiker und Wissenschaftler.
Nach mehreren Umbenennungen trägt seit 2017 das Gymnasium erneut den Namen Kyrill und Method.

## Schulkonzept
Am Gymnasium werden Schüler ab der achten Klasse bis zum Vollendung des Abiturs mit der zwölften Klasse unterrichtet. Zugangsvoraussetzung ist das Bestehen der zentralen (nationalen) Aufnahmeprüfung (Matura) in den Fächern Mathematik, Bulgarisch und Literatur sowie die Schulnote im Fach Geschichte aus der siebten Klasse.
Am Gymnasium werden ab 2016 Deutsch, Englisch, Französisch, Russisch als erste und zweite Fremdsprachen in den vier Profilen: Humanistische Fächer mit Deutsch als erste Fremdsprache, Humanistische Fächer mit Englisch als erste Fremdsprache, Humanistische Fächer mit Französisch als erste Fremdsprache und Humanistische Fächer mit Russisch als erste Fremdsprache unterrichtet.

## Schulname

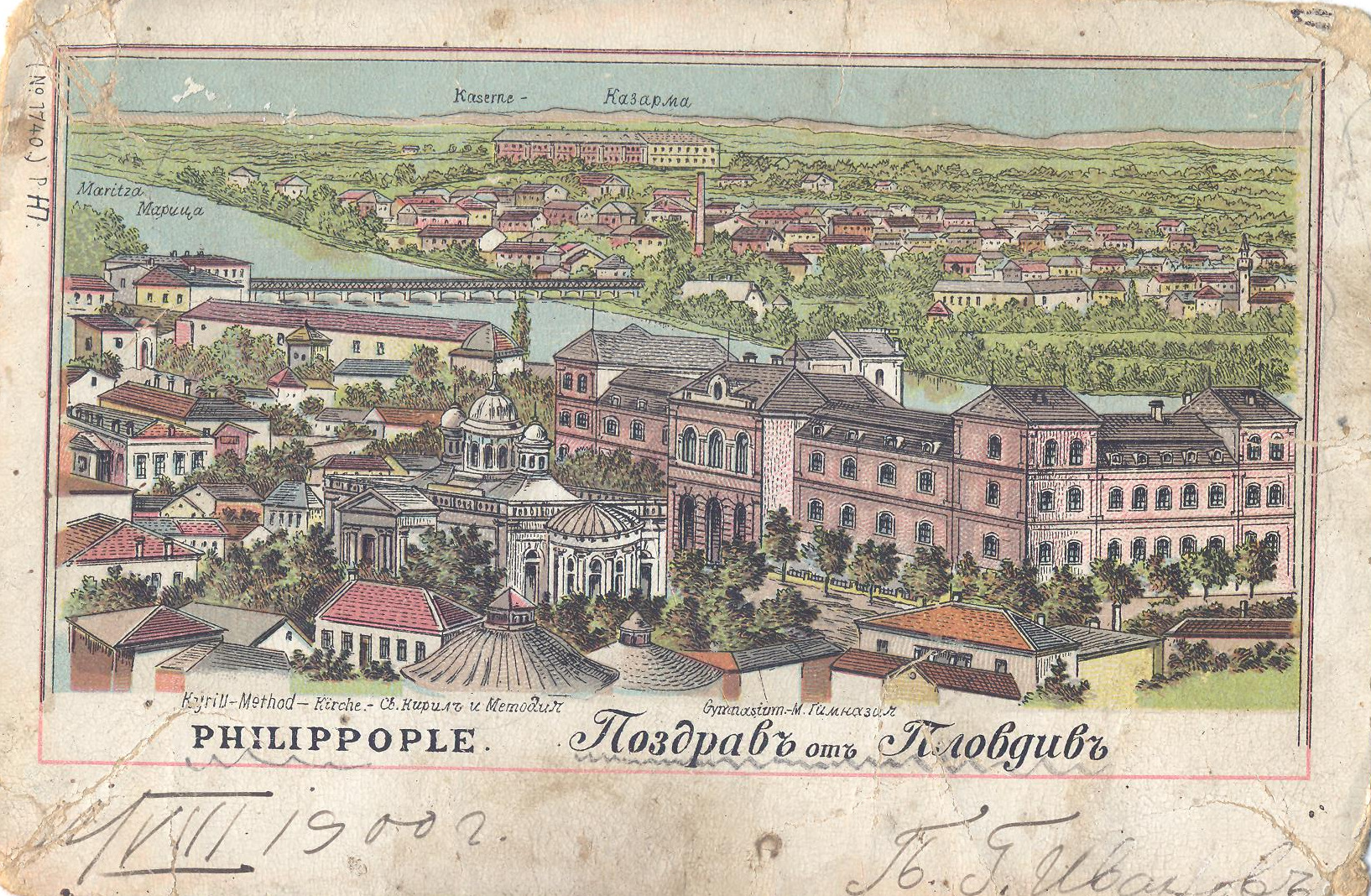
Das Schulgebäude von Petro Montani auf einer Postkarte von 1900

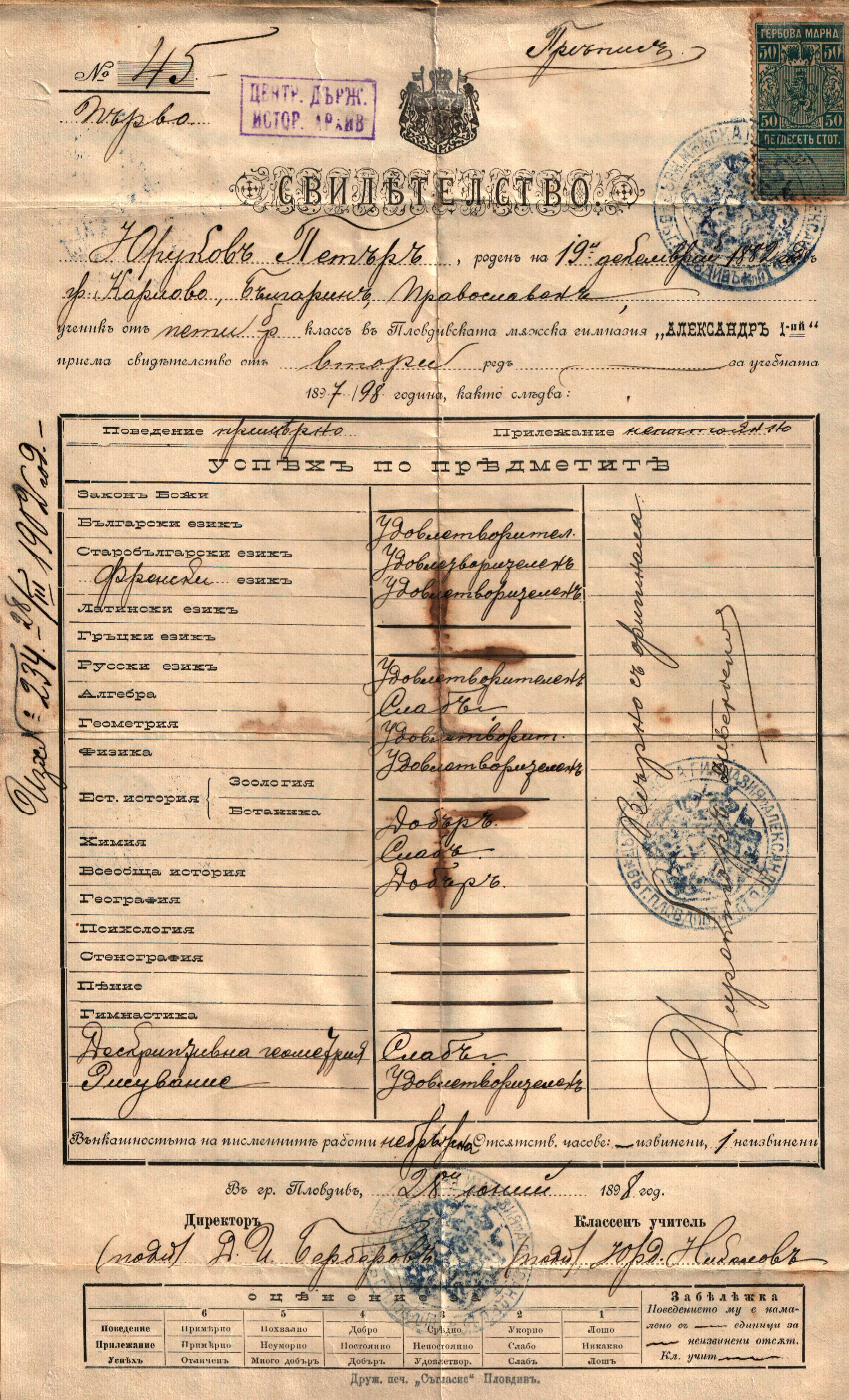
Das Zeugnis des Schülers Petar Jurukow. Aufgelistet sind die Schulnoten in den Einzelnen Fächern (1898)

Der Name der Schule wurde mehrmals durch die Schulform und durch die Patrone der Schule geändert. Anfänglich wurde die Schule nach den Slawenaposteln Kyrill und Method, die von der Bulgarischen Kirche als Heiligen verehrt werden, benannt. Mit der Vereinigung Bulgariens mit Ostrumelien 1885 wurde der Namen zum Ehren des bulgarischen Monarchen Alexander I. geändert. Diesen Namen trug die Schule bis zur Machtergreifung der Kommunisten. In dem durch letztere eingeleiteten Prozess von Namensänderungen von Institutionen mit royalen Bezug wurde das Gymnasium 1948 nach dem Kommunistenführer und ehemaligen Schullehrer Dimitar Blagoew benannt. Mit dem Fall des Kommunismus wurde der Name der Schule zuerst in Alexander I. und 1996 in Kyrill und Method geändert. Den letzten Namen sie trägt noch heute.
Wegen ihrer Schulform wurde die Schule oft verkürzt nur Exarchische Schule, Eparchische Schule, Bulgarische Kirchenschule Plowdiw, Bulgarische Schule, Männergymnasium von Plowdiw, Knabengymnasium von Plowdiw, Realgymnasium von Ostrumelien, Provinzgymnasium, Gymnasium von Plowdiw, Realgymnasium von Plowdiw, Humanistisches Gymnasium von Plowdiw genannt.
| Name                                                                                                 | von  | bis  |
| --- | ---- | ---- |
| Класно епархийно училище „Св. Кирил и Методий“ zu dt. Klassen-Eparchie-Schule Kyrill und Method      | 1850 | 1868 |
| Пловдивска мъжка гимназия „Св. Кирил и Методий“ zu dt. Männergymnasium von Plowdiw Kyrill und Method | 1868 | 1885 |
| I-ва мъжка гимназия „Александър I“ zu dt. Erstes Männergymnasium Alexsander I.                       | 1885 | 1948 |
| ЕСПУ „Димитър Благоев“ zu dt. Politechnische Schule Dimitar Blagoew                                  | 1948 | 1994 |
| СОУ „Княз Александър І“ Gymnasium Fürst Alexsander I.                                                | 1994 | 1996 |
| ГХП „Св. Св. Кирил и Методий“ zu dt. Gymnasium mit Humanistischen Profil Kyrill und Method           | 1996 | 2016 |
| ПХГ „Св. Св. Кирил и Методий“ zu dt. Profiliertes Humanistisches Gymnasium Kyrill und Method         | 2016 | 2017 |
| ХГ „Св. Св. Кирил и Методий“ zu dt. Humanistisches Gymnasium Kyrill und Method                       | 2017 |      |

## Bekannte Personen (Auswahl)

### Lehrkräfte
- Najden Gerow (1823–1900), Sprachwissenschaftler, Aktivist der Bulgarischen Aufklärung
- Wassil Popowitsch (1823–1900), Schriftsteller, Politiker, Aktivist der Bulgarischen Aufklärung
- Dimityr Blagoew (1856–1924), Theoretiker des Marxismus-Leninismus, Politiker und Literaturkritiker
- Petko Karawelow (1843–1903), bulgarischer Ministerpräsident
- Andrei Toschew (1867–1944), bulgarischer Ministerpräsident
- Petko Slawejkow (1827–1895), Schriftsteller, Politiker, Aktivist der Bulgarischen Aufklärung
- Dimitar Agura (1849–1911), Historiker und mehrfacher Rektor der Universität Sofia
- Jan Mrkvička (1856–1938), tschechisch-bulgarischer Maler

### Schüler
- Wassil Lewski (1840–1873), Revolutionär und Ideologe der bulgarischen Revolutionsbewegung
- Dimtscho Debeljanow (1887–1916), Schriftsteller und Lyriker
- Konstantin Gylybow (1892–1980), Germanist
- Pejo Jaworow (1878–1914), Revolutionär und Lyriker
- Ljuben Karawelow (1834–1879), Schriftsteller und Politiker
- Todor Kableschkow (1851–1876), Revolutionär
- Stojan Saimow (1853–1932), Revolutionär, Aktivist der Bulgarischen Aufklärung
- Gjortsche Petrow (1865–1921), Revolutionär, Schulfunktionär und hoher Beamter
- Michail Gerdschikow (1877–1947), Revolutionär
- Christo Tatartschew (1869–1952), Revolutionär
- Iwan Geschow (1849–1924), bulgarischer Ministerpräsident
- Andrei Ljaptschew (1866–1933), bulgarischer Ministerpräsident
- Konstantin Stoilow (1853–1901), bulgarischer Ministerpräsident
- Georgi Kjosseiwanow (1884–1960), bulgarischer Ministerpräsident